# Sonnenbrinkturm

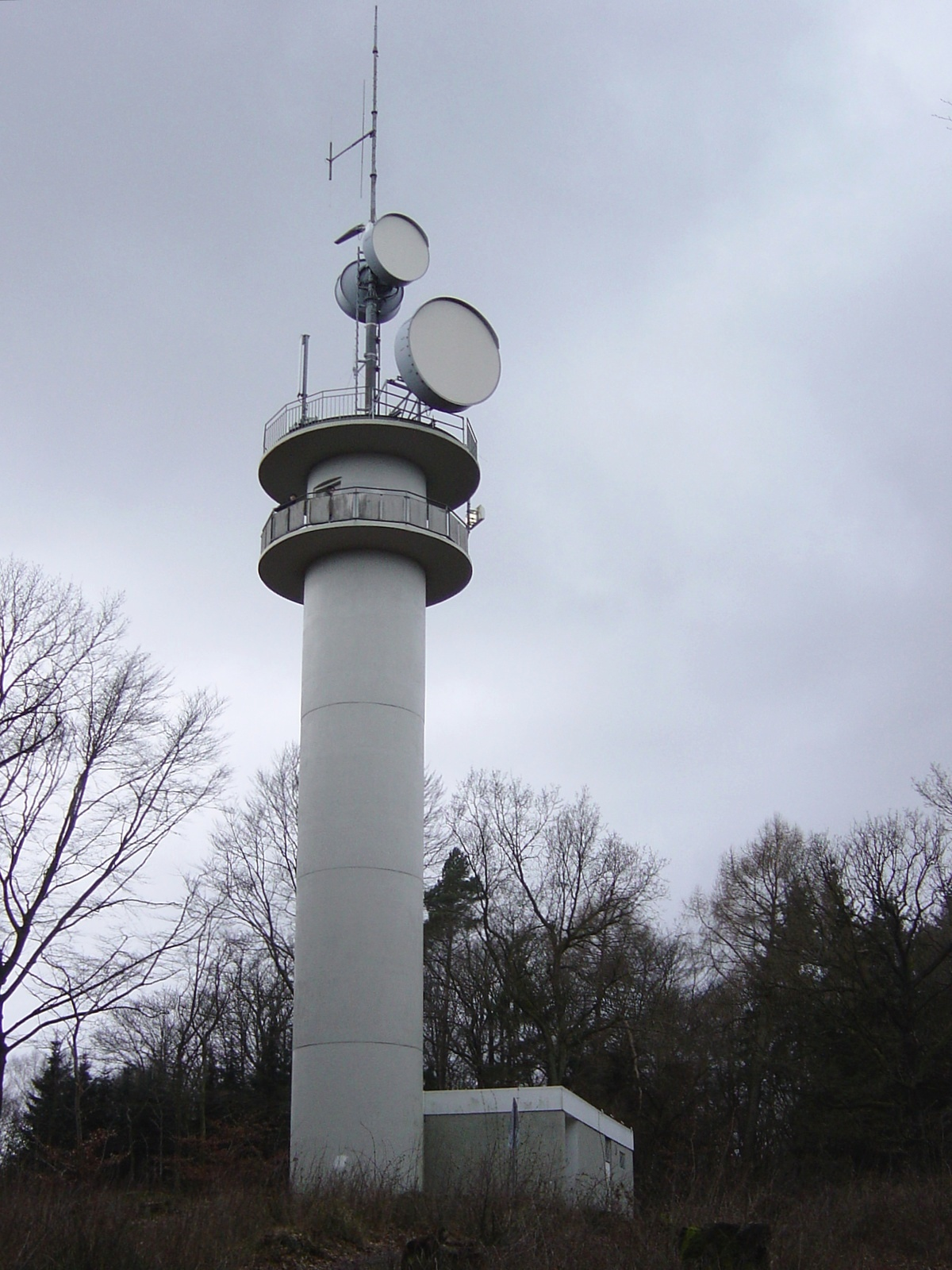
Sonnenbrinkturm

Der Sonnenbrinkturm ist ein in Stahlbetonbauweise ausgeführter Fernmeldeturm auf dem Sonnenbrink im Wiehengebirge bei der niedersächsischen Gemeinde Bad Essen in Deutschland.
Der Sonnenbrinkturm wurde 1973/1974 erbaut. Sein Fundament befindet sich auf einer Höhe von etwa 177 m ü. NHN. In 18 Meter Höhe befindet sich eine Aussichtsplattform.